# Le Pleureur
Le Pleureur (3.704 m s.l.m.) è una montagna delle Alpi Pennine (sottosezione Alpi del Grand Combin).

## Descrizione
Si trova nel Canton Vallese tra la valle di Bagnes e la Val d'Herens.